# John McCabe
John McCabe (21. dubna 1939 – 13. února 2015) byl anglický hudební skladatel a klavírista, který je autorem více než dvou stovek hudebních děl.

## Život
Narodil se roku 1939 a v dětství byl těžce popálen a vzdělání po dobu osmi let dostával pouze doma. Hudbě se začal věnovat již v dětském věku pod vlivem jeho matky, která hrála na housle. Díky množství času tráveného doma stihl do svých jedenácti let složit třináct symfonií. Později se zapsal ke studiu na Royal Manchester College of Music a následně odjel do Německa, kde jej vyučoval skladatel Harald Genzmer. V letech 1983 až 1990 byl ředitelem londýnské hudební školy London College of Music. V roce 1985 mu britská královna udělila Řád britského impéria a o 21 let později mu byl udělen čestný doktorát na Liverpoolské universitě. V prosinci 2012 mu byla diagnostikována rakovina. Zemřel roku 2015 ve věku 75 let.